# 陳志 (嘉靖癸丑進士)
陳志（1525年—？），字思尚，號少淇，福建莆田縣人，明朝政治人物，同進士出身。

## 生平
嘉靖三十一年（1552年）壬子科福建鄉試舉人。嘉靖三十二年（1553年）聯捷癸丑科三甲第八十九名進士。吏部观政，授行人，三十五年六月选授山东道試監察御史，三十八年巡按凤阳，四十一年巡按江西等地。嘉靖四十一年（1562年），授大理寺右寺丞；次年十二月改左寺丞。嘉靖四十三年（1564年）九月，升任大理寺右少卿，次年十二月改左少卿。嘉靖四十四年六月，升授都察院右僉都御史、巡撫鄖陽等地。四十五十年三月被革职。

## 家族
曾祖陳珩，訓導；祖父陳文濱，贈兵部主事；父陳敘，知府。母俞氏（贈安人）；繼母翁氏（贈安人）。兄陳愚（生员）、弟陳熹、陳忠。